# Arena Saddle
Der Arena Saddle ist ein Gebirgspass in Form eines Bergsattels im ostantarktischen Viktorialand. Er liegt in den Quartermain Mountains in einer Entfernung von 1,5 km westlich des Altar Mountain inmitten eines Gebirgskamms mit ostwestlicher Ausrichtung, der das Kopfende des Arena Valley bildet.
Auf Vorschlag des australischen Geologen Clifford Turner McElroy (1924–2006) benannte das New Zealand Antarctic Place-Names Committee den Sattel nach dem gleichnamigen Tal.